# Ruyan (regione storica)

Mappa dell'Iran settentrionale durante l'intermezzo iraniano. I confini rappresentano i confini geograficamente tradizionale di ogni regione

Ruyan (in persiano رویان‎), conosciuto poi come Rostamdar (in persiano رستمدار‎, detto anche Rustamdar), era il nome di una regione montana nella parte della costa settentrionale iraniana del Mar Caspio, che comprendeva la zona occidentale del Tabaristan (nome predominante fino all'XI secolo, successivamente chiamato Mazandaran). 
Nella mitologia persiana, il Ruyan è uno dei posti da dove il leggendario arciere Arash scoccò la freccia che raggiunse il bordo del Grande Khorasan e marcò il confine tra l'Iran e il Tūrān. La regione compare nei documenti storici come una delle terre del re Gushnasp dei suoi discendenti, che servirono come vassalli dell'Impero Sasanide, prima di essere deposta dal Re dei re (shahanshah) Kavad I.
Durante la conquista islamica della Persia, l'ultimo scià Yazdgard III concesse il controllo sul Tabaristan al sovrano dabuyide Gil Gavbara, che era il pronipote dello scià Jāmāsp. Al figlio di Gil Gavbara, Baduspan I, fu concesso il controllo attraverso il Ruyasn nel 665, formando quindi la dinastia dei Paduspanidi che avrebbero controllato l'area fino alla conquista da parte dei Safavidi nel 1590.